# Kierno
Kierno (deutsch Körnen) ist ein Ort in der polnischen Woiwodschaft Ermland-Masuren und gehört zur Landgemeinde Górowo Iławeckie (Landsberg) im Powiat Bartoszycki (Kreis Bartenstein) – bis 1945 zum Kreis Preußisch Eylau in Ostpreußen.

## Geographische Lage
Kierno liegt im polnisch-russischen Grenzgebiet im Nordwesten der Woiwodschaft Ermland-Masuren, sechs Kilometer westlich der heute auf russischem Gebiet gelegenen früheren Kreisstadt Preußisch Eylau (russisch Bagrationowsk) bzw. 22 Kilometer nordwestlich der jetzigen Kreismetropole Bartoszyce (deutsch Bartenstein).

## Geschichte
Bereits vor 1437 wurde der seinerzeitige Gutsort Kyrnen gegründet und nach 1437 Cörnen, nach 1785 Cornen und schließlich nach 1905 Körnengenannt. 1874 kam das aus einem großen Hof bestehende Dorf zum neu gebildeten Amtsbezirk Dexen (Sitz in Groß Dexen, russisch Nagornoje) im ostpreußischen Kreis Preußisch Eylau, Regierungsbezirk Königsberg. Das Gutsdorf Körnen zählte im Jahre 1910 113 Einwohner.
Am 30. September 1928 verlor Körnen seine Eigenständigkeit auf und wurde mit dem Nachbarort Schlawitten (russisch Furmanowo) in die Landgemeinde Wonditten (russisch auch: Furmanowo) eingegliedert, die am 1. April 1938 in den neuen Gutsbezirk Stablack (russisch Dolgorukowo) einbezogen wurde, der seinerseits zum Amtsbezirk Stablack kam.
Als 1945 das gesamte südliche Ostpreußen an Polen fiel, bekam Körnen die polnische Namensform „Kierno“. Das Dorf ist heute eine Ortschaft innerhalb der Gmina Górowo Iławeckie (Landgemeinde Landsberg) im Powiat Bartoszycki (Kreis Bartenstein), von 1975 bis 1998 der Woiwodschaft Olsztyn, seither der Woiwodschaft Ermland-Masuren zugehörig.

## Religion
Körnen war bis 1938 in die evangelische Kirche Klen Dexen (russisch Furmanowo) in der Kirchenprovinz Ostpreußen der Kirche der Altpreußischen Union eingepfarrt, ab 1938 in die neu gebildete Kirchengemeinde Gartenstadt Stablack (russisch Dolgorukowo). 
Heute gehört Kierno zur römisch-katholischen Pfarrei in Górowo Iławeckie (Landsberg) im Erzbistum Ermland.

## Verkehr
Nach Kierno führt von Wokiele (Wokellen) aus eine Nebenstraße, die im Ort an der polnisch-russischen Grenze endet. Vor 1945 verlief sie weiter bis nach Klein Dexen (russisch Furmanowo).